# Haubitz (Grimma)
Haubitz ist ein Dorf im Landkreis Leipzig in Sachsen. Politisch gehört der Ort seit Anfang 2011 zu Grimma. Er liegt an der S38 zwischen Pöhsig und Bröhsen.
Urkundlich wurde Haubitz 1418 das erste Mal als „Haugwitz“ genannt. Weitere Nennungen waren:
- 1493: Hawbitz
- 1497: Hawbitz
- 1542: Haubitz
- 1875: Haubitz b. Grimma

## Entwicklung der Einwohnerzahl
| Jahr | Einwohnerzahl    |
| ---- | ---------------- |
| 1554 | 6 besessene Mann |
| 1748 | 3 Häusler        |
| 1834 | 97               |

| Jahr | Einwohnerzahl |
| ---- | ------------- |
| 1871 | 156           |
| 1890 | 113           |
| 1910 | 130           |

| Jahr | Einwohnerzahl |
| ---- | ------------- |
| 1925 | 112           |
| 1939 | 132           |
| 1946 | 164           |